# Fagergöl, Östergötland
Fagergöl är en sjö i Kinda kommun i Östergötland och ingår i Botorpsströmmens huvudavrinningsområde. Sjön har en area på 0,073 kvadratkilometer och ligger 157,6 meter över havet. Sjön avvattnas av vattendraget Vanstadån.

## Delavrinningsområde
Fagergöl ingår i det delavrinningsområde (641090-151384) som SMHI kallar för Utloppet av Anen. Medelhöjden är 148 meter över havet och ytan är 36,42 kvadratkilometer. Det finns inga avrinningsområden uppströms utan avrinningsområdet är högsta punkten. Vanstadån som avvattnar avrinningsområdet har biflödesordning 3, vilket innebär att vattnet flödar genom totalt 3 vattendrag innan det når havet efter 65 kilometer. Avrinningsområdet består mestadels av skog (85 procent). Avrinningsområdet har 4,03 kvadratkilometer vattenytor vilket ger det en sjöprocent på 11,1 procent.